# Paul Driessen (animator)
Paul Driessen (Nijmegen, 1940) is een Nederlands/Canadese animator, regisseur en schrijver. Voor zijn korte films heeft hij al meerdere prijzen in de wacht gesleept waaronder een Life Achievement Award tijdens het filmfestival van Ottawa en Zagreb. Daarnaast werd zijn film 3 Misses genomineerd voor de Academy Award.

## Biografie
Nadat hij aan de kunstacademie van Utrecht afstudeerde in de richting Grafische vormgeving en illustratie, ging hij zich toeleggen op het maken van animaties voor tv-reclames bij de Cine Cartoon Centre in Hilversum onder leiding van Jim Hiltz. Hij werd opgepikt door George Dunning, een Canadese animator die zijn studio "TVC" had in Londen. Via George Dunning werkte Paul Driessen mee aan de Beatles-animatiefilm "Yellow Submarine" uit 1968. In 1970 volgt zijn eerste eigen animatiefilm Het verhaal van Klein Yoghurt. Door de medewerking van George Dunning kon Paul Driessen in 1972 ook emigreren naar Canada en werd hij lid van het National Film Board of Canada.
In de jaren tachtig gaf Paul Driessen les aan de Universiteit Kassel, in Kassel waarbij hij onder meer les gaf aan de latere winnaars van de Academy Award Christoph en Wolfgang Lauenstein en het duo Tyron Montgomery en Thomas Stellmach.
Zijn werk is samengebracht op de dvd's The Dutch Films of Paul Driessen 1970-2004, La Monde animé de Paul Driessen en Des Histoires pas comme les autres.

## Films
- "Het verhaal van Klein Yoghurt" ("The Story of Little John Bailey") (1970)
- "Le Bleu perdu" (1972)
- "Air!" (1972)
- "Au bout du fil" ("Cat's Cradle") (1974)
- "Une vieille boîte" ("An Old Box") (1975)
- "David" (1977)
- "Ei om Zeep" ("The Killing of an Egg") (1977)
- "Ter land, ter zee en in de lucht" ("On Land, at Sea and in the Air") (1980)
- "Jeu de coudes" (Elbowing) (1980)
- "Het Treinhuisje" ("Home on the Rails") (1981)
- "Une histoire comme une autre" ("The Same Old Story") (1981)
- "La Belle et la boîte" ("Oh What a Knight") (1982)
- "Tip Top" (1984)
- "Het scheppen van een koe" ("Spotting a Cow") (1984)
- "Elephantrio" (1985)
- "Spiegel eiland" ("Sunny Side Up" / "L’Ile miroir") (1985)
- "The Train Gang" (1986)
- "Getting There" (1986)
- "De Schrijver en de Dood" ("The Writer" / "L’Ecrivain et la mort") (1988)
- "The Water People" (1992)
- "The End of the World in Four Seasons" ("La fin du monde en quatre saisons") (1995)
- "3 Misses" (1998)
- "The Boy Who Saw the Iceberg" ("Le garçon qui a vu l'iceberg") (2000)
- "2D or not 2D" (2003)
- "Oh What a Nico" (2004)
- "The 7 Brothers" (2008) ism Kay Driessen
- "Oedipus" (2011)

## Prijzen
Naast de onderstaande oeuvre-prijzen heeft Paul Driessen ook vele prijzen ontvangen voor de verschillende animaties, waaronder een Oscarnominatie voor 3 Misses.
- 1987 - Annie Award van het ASIFA Hollywood
- 1994 - "ASIFA-International Life Achievement Award" tijdens het Ottawa Animation Festival
- 2002 - "Life Achievement Award" tijdens het Zagreb International Animation Festival
- 2005 - "Special Golden Dinosaur Award" tijdens het International Film Festival Etiuda&Anima in Krakau

## Andere bronnen
- "Paul Driessen Inside Out", documentaire uit 2002 van Guus van Waveren.
- "Paul Driessen, Beelden en Bespiegelingen", biografie en commentaren bijeengebracht door Ton Gloudemans en Marc Glassman